# Herbert Stothart
Herbert Stothart (Milwaukee, 11 de setembro de 1885 — Los Angeles, 1 de fevereiro de 1949) é um compositor estadunidense. Venceu o Oscar de melhor trilha sonora na edição de 1940 por The Wizard of Oz.